# Karow, Jerichower Land
Karow là một đô thị thuộc huyện Jerichower Land, bang Sachsen-Anhalt, Đức. Đô thị Karow, Jerichower Land có diện tích 31,93 kilômét vuông, dân số thời điểm ngày 31 tháng 12 năm 2006 là 477 người.